# La Nationale (Fluggesellschaft)

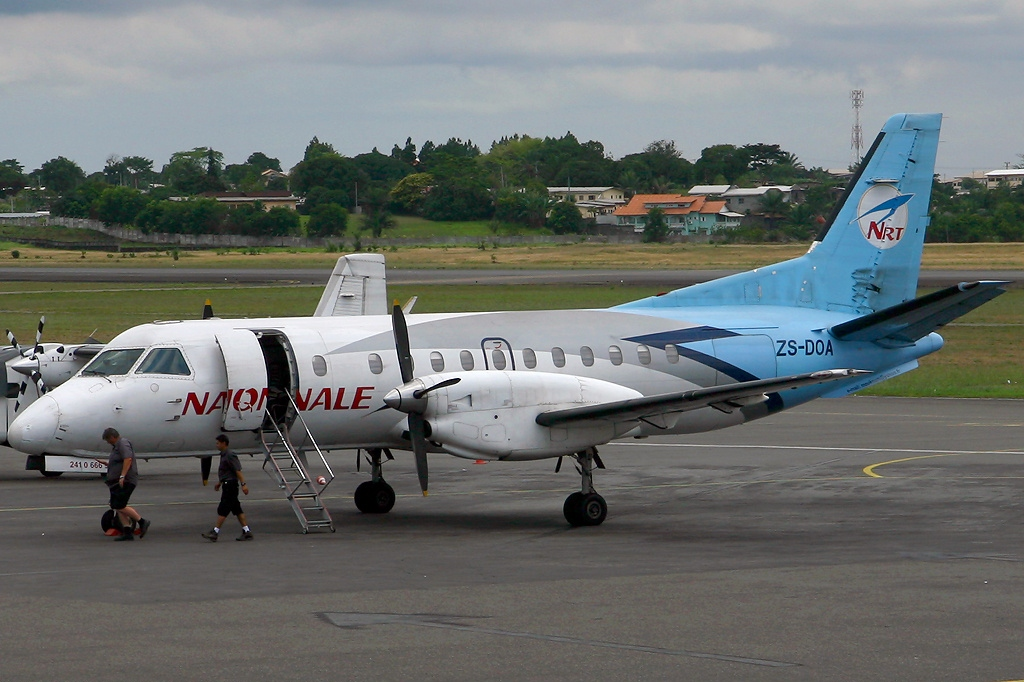
Saab 340 der NRT, 2008

La Nationale (ehemals Nationale Régionale Transport NRT) ist eine gabunische Fluggesellschaft mit Sitz in Libreville und Drehkreuz am dortigen Flughafen Libreville Leon M'ba.
Bis 2009 war NRT unter dem Namen National Airways Gabon bekannt. Sie gilt als eine der wichtigsten Fluggesellschaften im nationalen Luftverkehr des Landes. Der Betrieb wurde aufgrund eines Aktionärsstreits im November 2018 vorerst eingestellt.
NRT bedient zahlreiche Ziele im Inland. Die Fluggesellschaft verfügt mit Stand März 2019 über zwei von Sahara African Aviation betriebene Embraer 120 mit einem Durchschnittsalter von 27,3 Jahren, die jedoch beide inaktiv sind.